# Ferdinand Heuckenkamp
Ferdinand Heuckenkamp né le 10 avril 1862 à Pappenheim et mort le 9 avril 1938 à Greifswald, est un romaniste allemand.

## Biographie
Ferdinand Heuckenkamp a étudié la philologie romane à Genève, Munich, Strasbourg et Halle. Il a obtenu son doctorat en 1887 à l'Université Martin-Luther de Halle-Wittenberg sur la sainte Dimphna (Munich 1887) et son habilitation en 1891 d'après le travail du linguiste Hermann Suchier "Le dit de la rose" de Christine de Pisan.
De 1891 à 1894, il a enseigné en français, et fut maître de conférence.
En 1902, il était à l'Université de Greifswald.
En 1921, il fut professeur agrégé de philologie romane jusqu'à sa retraite en 1927.

## Travaux
- Le Chevalier au papegau, première publication du roman courtois du cycle arthurien, présentation en allemand, texte intégral en vieux français, Halle, 1896
- Alain Chartier: Le curial: Texte français du XVe siècle avec l’original latin, Halle 1899, Genève 1974
- Die Bibliothek des Königlichen Romanischen Seminars an der Universität Halle : 1875–1900 (La bibliothèque de la Royal Romance Studies à l'Université de Halle: 1875-1900), Halle 1901
- Les quinze joyes de mariage: Texte de l’édition princeps du XVe siècle, Halle 1901
- Die provenzalische Prosa-Redaktion des geistlichen Romans von Barlaam und Josaphat, Halle a. S. 1912
- Reformvorschläge für den Unterricht auf dem Gebiete der romanischen Philologie an deutschen Universitäten (Les propositions de réforme de l'éducation dans le domaine de la philologie romane dans les universités allemande), Halle a. S. 1920
- Les quinze joyes de mariage, travaux publié post-mortem, Braunschweig 1943